# Tartus

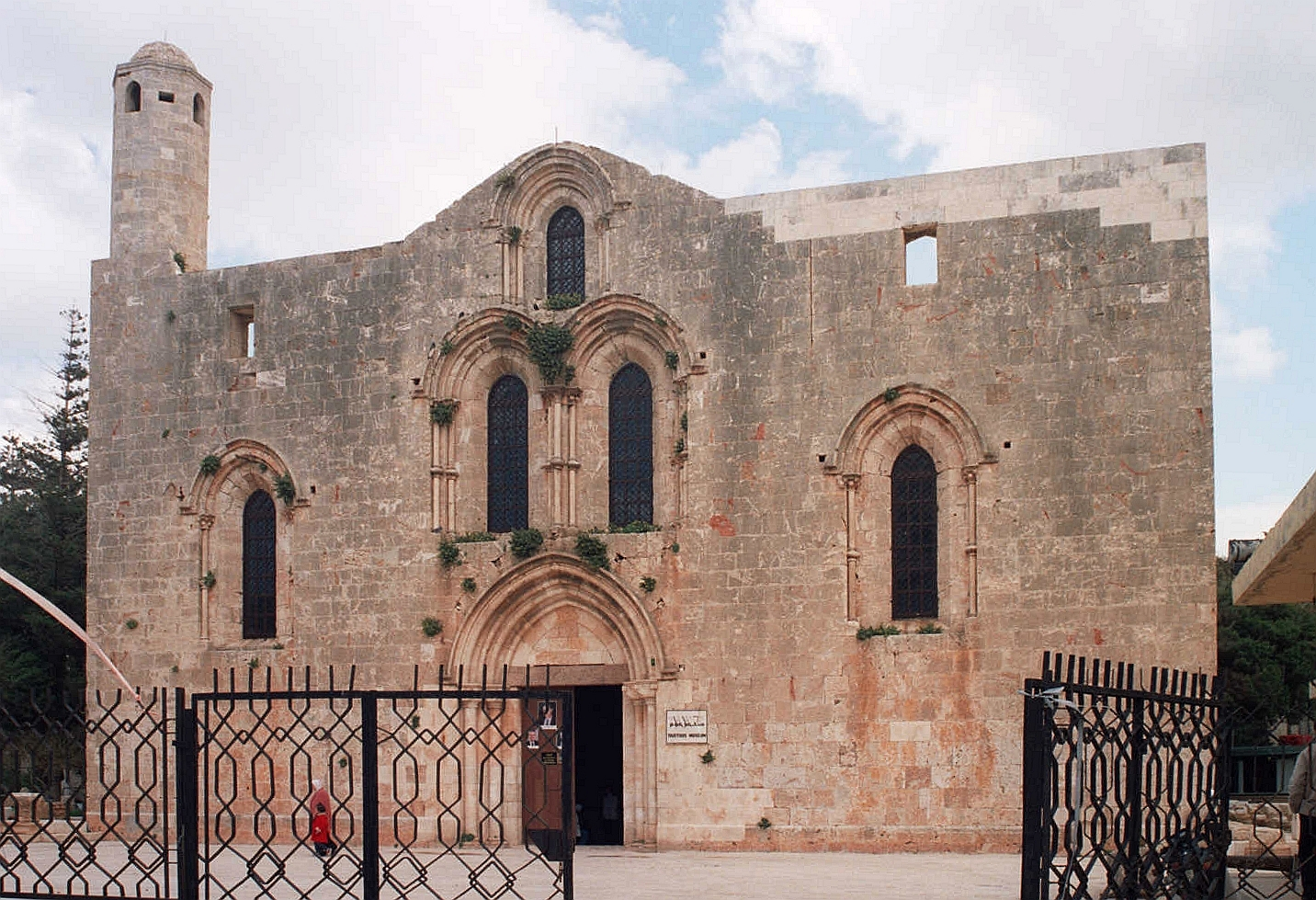
La vecchia Cattedrale di Nostra Signora di Tortosa

Tartus o, alla francese, Tartous (in arabo  طرطوس‎?- al tempo delle Crociate Tortosa, o Anṭarṭūs) è una città e, per importanza, il secondo porto della Siria dopo quello di Laodicea, capoluogo del Governatorato di Tartus. Conta oltre 160 000 abitanti nell'area metropolitana ed è un luogo di grande interesse per il turismo, soprattutto per la presenza di importanti reperti archeologici.
Nell'antichità fece parte dei possedimenti d'oltremare della Repubblica di Genova.

## Storia
La città, circondata da mura erette dai cavalieri crociati, è antichissima; sono state molte le trasformazioni che la riguardano, soprattutto a causa dell'opera dei molti popoli che, nel corso dei secoli, l'hanno abitata.
Non esistono reperti del suo passato di città fenicia, quando si chiamava Antaradus, colonia di Arados (a sud della città si trova il sito di Amrit, anticamente Marathus). Ben poco rimane anche del suo passato di città romana (dell'epoca di Costantino).
È possibile, invece, ritrovare, qualche testimonianza del periodo cristiano, quando divenne un centro di pellegrinaggi: secondo la tradizione, san Pietro, durante il suo viaggio da Gerusalemme ad Antiochia, edificò una cappella in onore della Vergine Maria e che conteneva un'immagine miracolosa della madre del Cristo portata in questo luogo da san Luca.

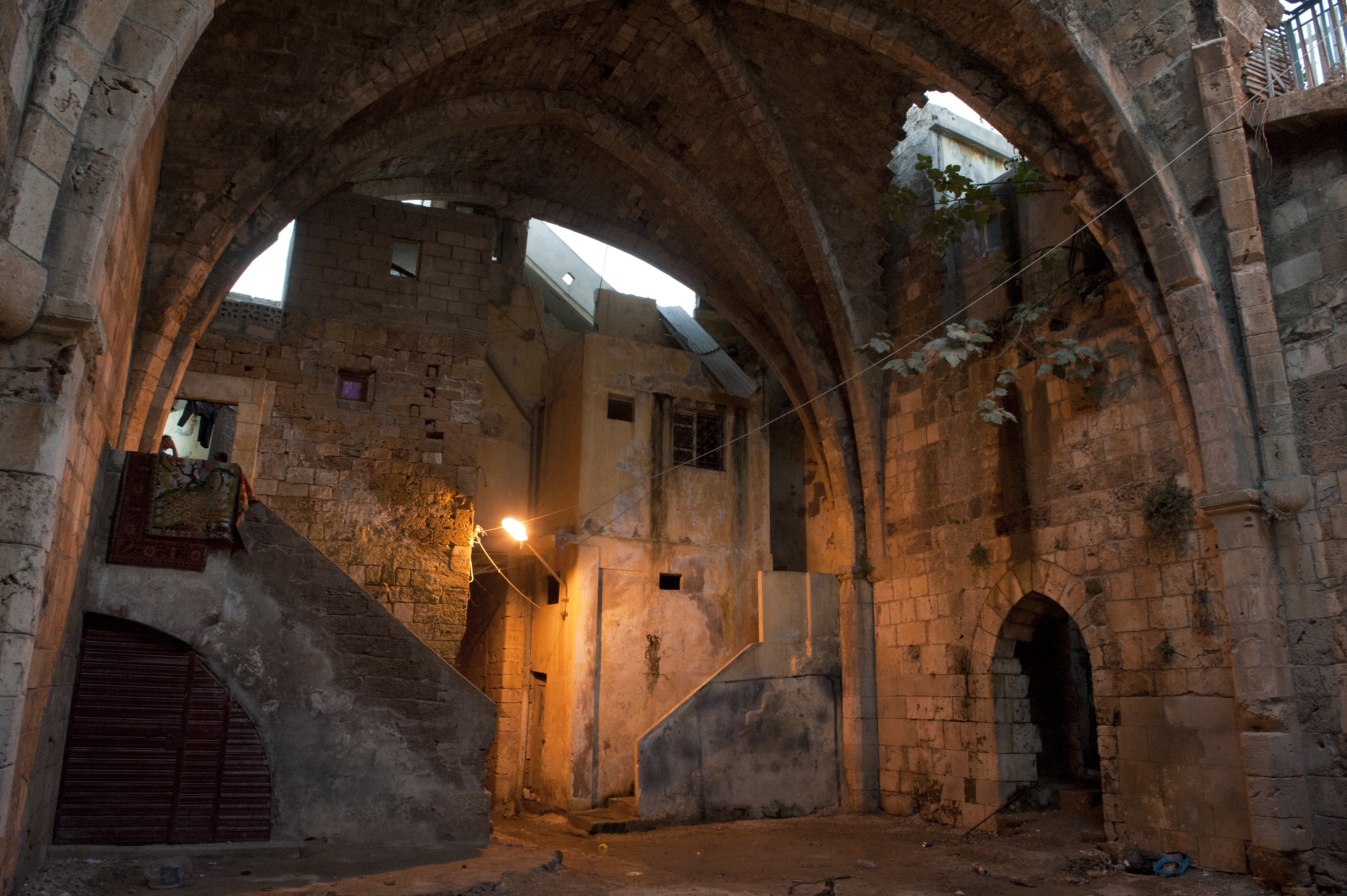
Resti della cappella interna, nella quale sono state ricavate delle case

Nel corso dei secoli il nome della città fu cambiato da Antaradus (in arabo Anṭarṭūs) in Tortosa (da non confondersi con l'omonima Tortosa, città della Catalogna in Spagna): al tempo delle crociate, la città era una postazione fondamentale lungo la linea difensiva predisposta dai cristiani contro i musulmani e soprattutto uno dei porti per i collegamenti via mare con l'Occidente europeo.
Dal 1183 fu una base logistica per i rifornimenti militari gestita dall'ordine dei Templari che rimasero in città per più di un secolo. Nel 1188, dopo la Battaglia di Hattin, Saladino assediò anche Tortosa, ma dovette rinunciare alla sua azione in cambio della resa di Gaza, che portò alla liberazione dei prigionieri di Hattin (tra i quali il Gran Maestro dei Templari, Gérard de Ridefort, e il re di Gerusalemme Guido di Lusignano). Restò nelle mani dei Templari resistendo anche a due attacchi del sultano mamelucco Baybars nel 1270 e 1276, fino a poco dopo la Caduta di Acri, nel 1291, quando fu assoggettata in via definitiva dal sultano mamelucco Qalawun.
Di grande aspetto storico-archeologico è la cattedrale di Notre-Dame risalente al XII secolo e nel tempo trasformata in un museo che custodisce sarcofagi in pietra.
Di particolare interesse sono i resti - in parte ora adibiti ad abitazione privata - della fortezza dei Templari che si affaccia sul mare.
Nel 1971 un accordo col governo siriano permise la creazione di una base navale sovietica: la base navale russa di Tartus è – al 2018 – ancora in possesso della Marina militare russa ed è l'unica base russa fuori dai territori dell'ex-URSS e l'unica nei mari caldi.

## Società
La popolazione è costituita per la quasi totalità da arabi. Nel 1935 la città contava 4379 abitanti, dei quali i sunniti costituivano il 68,5%, i cristiani il 20,9% e gli alauiti il 10,6%. A partire dagli anni 1940 gli alauiti immigrarono in massa dalle campagne circostanti, alterando la composizione demografica della città. Nel 2010 la città contava circa 150000 abitanti, dei quali l'80% erano alauiti, il 10% sunniti e il 10% cristiani, prevalentemente greco-ortodossi.

## Castello

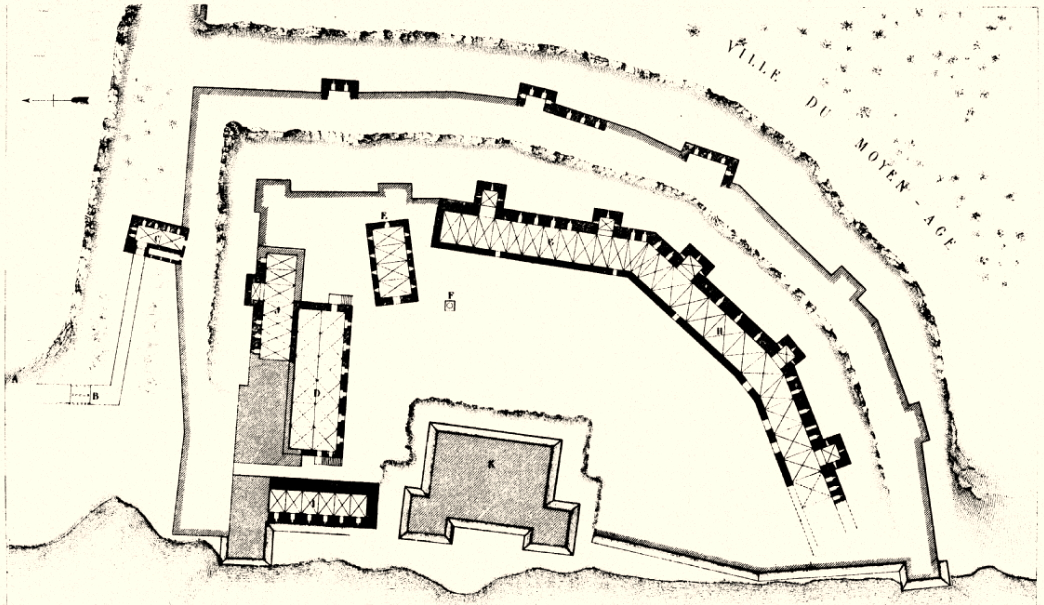
Planimetria del castello

La fortezza di Tartus era situata a nord-ovest della città, affacciato al mare. Era costituito da due cinte murarie, precedute entrambe da un fossato di acqua proveniente dal mare. La prima era alta 30 m e spessa 3; la seconda era come la prima intervallata da torri quadrangolari, ma ancora più alta per arrivare a difenderla. Alle spalle della seconda si ergevano gli altri edifici attorno alla piazza d'armi, tra i quali una cappella a quattro campate, ma senza abside, e la grande sala, lunga 44 e larga 15 m, divisa da una fila di cinque colonne e illuminata da sei grandi finestre. Infine, sul lato del mare, c'era l'imponente maschio, con alla base il magazzino per le armi e la cisterna di raccolta per l'acqua.